# 천사 늪에 잠들다
"천사 늪에 잠들다"는 한국에서 제작된 지청언 감독의 1986년 드라마 영화이다. 금보라 등이 주연으로 출연하였고 김원두 등이 제작에 참여하였다.

## 출연

### 주연
- 금보라
- 강태기

### 조연
- 유장현
- 황인숙

## 기타
- 조명: 손한수
- 녹음: 손인호